# Wijchense Omroep
De Wijchense Omroep was een stichting en lokale omroep in de gemeente Wijchen. De omroep werd opgericht in 1981 en was daarmee een van de oudste lokale omroepen van Nederland. Sinds 1 april 2019 is de Wijchense Omroep opgegaan in de streekomroep RN7.
De Wijchense Omroep was het communicatieplatform voor Wijchen en de kernen Alverna, Balgoij, Batenburg, Bergharen, Hernen, Leur, Niftrik en Woezik. De verschillende communicatie mogelijkheden waren tv (WOTV), radio (WOFM), website (WOWEBSITE), kabelkrant (WOKABELKRANT) en social media (WOSOCIALMEDIA). De Wijchense Omroep bracht nieuws, reportages en specials over cultuur, sport, politiek, religie en onderwijs. De omroep is een vrijwilligersorganisatie.
Op woensdag 11 november 2015 besloot de vereniging tijdens een algemene ledenvergadering zich wegens financiële problemen en tegenvallende reclame-inkomsten per 31 december 2015 op te heffen. Op deze beslissing werd in december 2015 teruggekomen. De omroep blijft bestaan en heeft de intentie uitgesproken om samen met RTV Totaal, de lokale omroep voor Druten en Beuningen, te streven naar een streekomroep. Later zouden ook andere omroepen als N1 hierbij aan kunnen sluiten.

## Nijmeegse Vierdaagse
Tijdens de Nijmeegse Vierdaagse en de Vierdaagsefeesten deed de Wijchense Omroep verslag. Sinds juli 2008 hadden alle lokale omroepen in de buurt van Nijmegen hun grootste samenwerkingsverband tijdens de Vierdaagse, waarbij de zender onder andere met Nijmegen1, Lokale Omroep Mill, GL8, RTV Totaal en Extra FM samenwerkte voor de 4Daagse radio en tv. In 2017 werd 4Daagse tv ook op het landelijke Ziggo evenementenkanaal uitgezonden. Met ingang van 2018 verdween het project Vierdaagseradio en Vierdaagsetelevisie bij de Wijchense Omroep om in zijn geheel over te gaan naar RN7.

## RN7
Sinds 1 april 2019 is de Wijchense Omroep opgegaan in de streekomroep RN7. Dit is een fusie tussen N1, Wijchense Omroep en RTV Totaal. Sinds 31 juli 2017 werd er al een gezamenlijk dagprogrammering uitgezonden op werkdagen in aanloop hier naar.